# Waldeck (am Edersee)
Waldeck (am Edersee) é uma cidade da Alemanha com 7.770 habitantes, localizada no distrito de Waldeck-Frankenberg da região administrativa de Cassel, estado de Hesse.

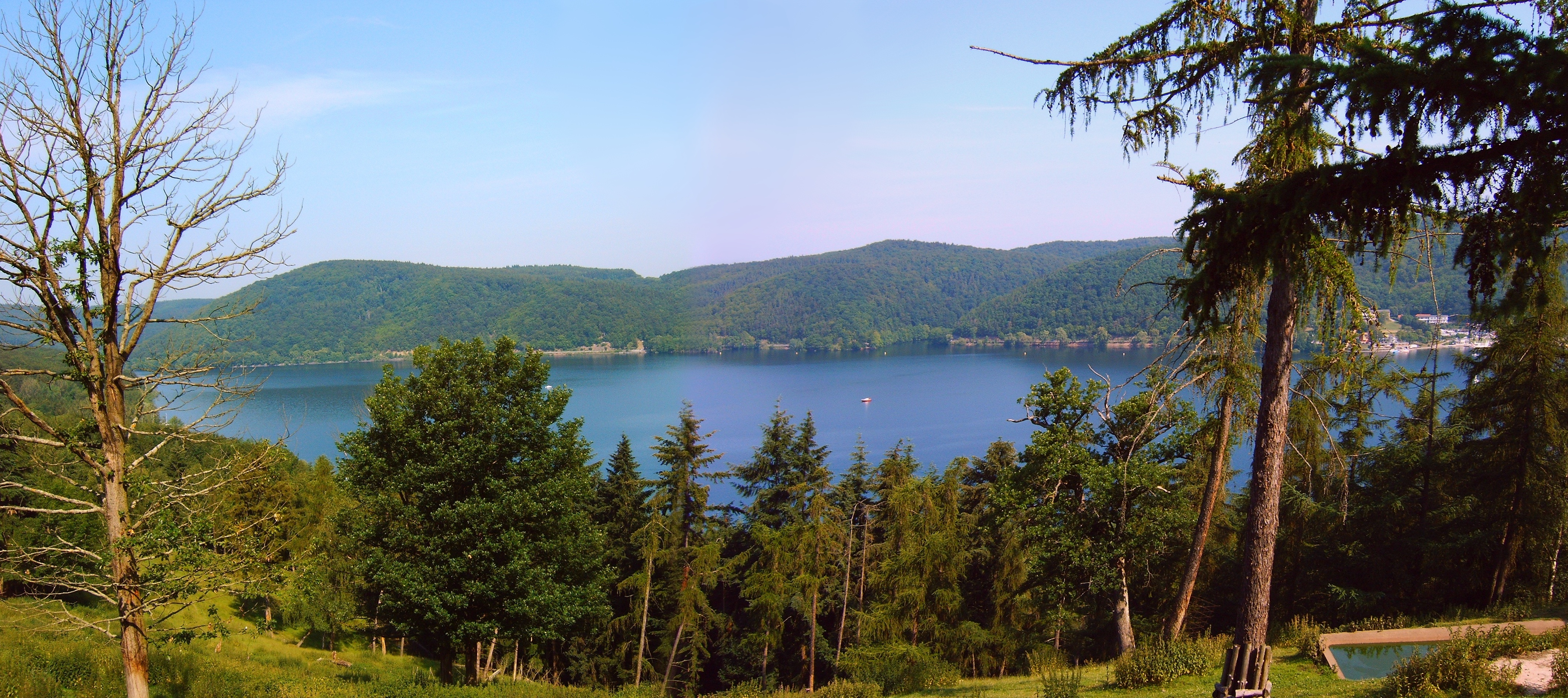
Vista panorámica do Edersee

Famosa pelo imponente Castelo de Waldeck (am Edersee) lá localizado com bela vista para o vale do rio Eder e de Edersee. Este castelo foi residência do Conde de Waldeck que por volta de 1200 começou, gradualmente, a formar e controlar um reino de tamanho considerável e, através de herança adicionou ao seu reino o condado de Pyrmont, fato que o elevou a Príncipe de Waldeck e Pyrmont em 1712, formando o Principado de Waldeck e Pyrmont, dividido em 1921 e finalmente dissolvido em 1929. Mas já em 1655, sua residência foi transferida para Arolsen, e Waldeck perdeu sua importância.
Atualmente, a cidade é um importante centro de turismo, especialmente durante o verão, quando o Edersee (terceiro maior reservatório de água da Alemanha) foi criado pela construção de uma represa em 1914, atraindo milhares de turistas para sua costa para acampar, navegar e nadar. A barragem da represa, desenvolvida para ajudar a regular o nível da água para a navegação no rio Weser e para gerar energia, foi destruída por bombardeios ingleses em 17 de maio de 1943 na Segunda Guerra Mundial, causando uma grande inundação e perda de vida ao longo de sua costa, sendo reconstruída posteriormente. O castelo, com impressionante vista para o lago, tem um interessante museu, um hotel e um restaurante.